# 金子真大
金子 真大（かねこ まひろ、1999年12月10日 - ）は、日本の男子バドミントン選手。日本男子ダブルス史上初で唯一の世界ジュニア選手権王者。

## 経歴
中学1年生から、同い年の久保田友之祐とペアを組む。
2017年、全国高校総体と全国高校選抜大会の両方で全国制覇。同年には高校生で早くも日本代表ナショナルチームB代表に選出された。

同年の世界ジュニア選手権の男子ダブルスでは、準決勝で韓国の姜敏赫 / 金元昊を破り、決勝で邸子健 / 王昶を破って優勝。男子ダブルスの種目では日本人初の歴史的快挙となった。
高校卒業後は、トナミ運輸に入社。
2022年4月に、ペアを組んできた久保田友之祐が引退。ペア解散となった。
2023年から4歳年下の大田隼也とペアを組む。